# Przejście graniczne Ściborzyce Wielkie-Sudice
Przejście graniczne Ściborzyce Wielkie-Sudice – polsko-czechosłowackie przejście graniczne małego ruchu granicznego położone w województwie opolskim, w powiecie głubczyckim, w gminie Kietrz, w miejscowości Ściborzyce Wielkie, zlikwidowane w 1985.

## Opis
Przejście graniczne małego ruch granicznego Ściborzyce Wielkie-Sudice – II kategorii, zostało utworzone 13 kwietnia 1960. Czynne było w okresie 15 marca–30 września w godz. 6.00–19.00. Dopuszczony był ruch osób i środków transportu na podstawie przepustek w związku z użytkowaniem gruntów. Osoby przekraczające granicę w tym przejściu mogły przenosić lub przewozić tylko te przedmioty, które zgodnie z Konwencją lub przepisami wydanymi na jej podstawie nie wymagały zezwolenia na wywóz lub przywóz oraz zwolnione były od cła i innych opłat. Odprawę graniczną i celną wykonywały organy Wojsk Ochrony Pogranicza. Kontrolę graniczną i celną osób towarów oraz środków transportu wykonywała Strażnica WOP Ściborzyce. 
24 maja 1985 przejście graniczne formalnie zostało zlikwidowane.

## Galeria

Przejście graniczne Ściborzyce Wielkie-Sudice
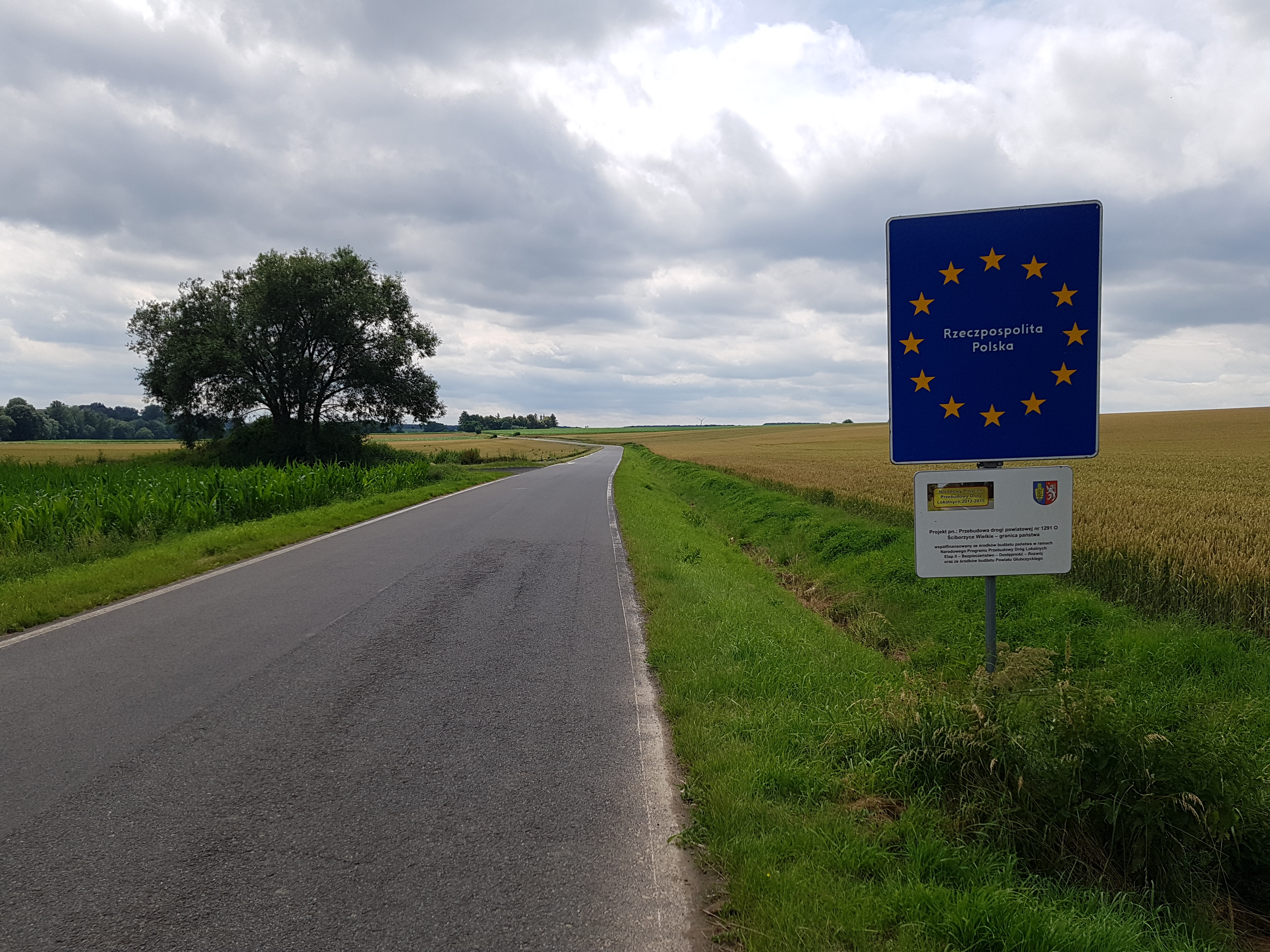
Widok od strony czeskiej (lipiec 2020)
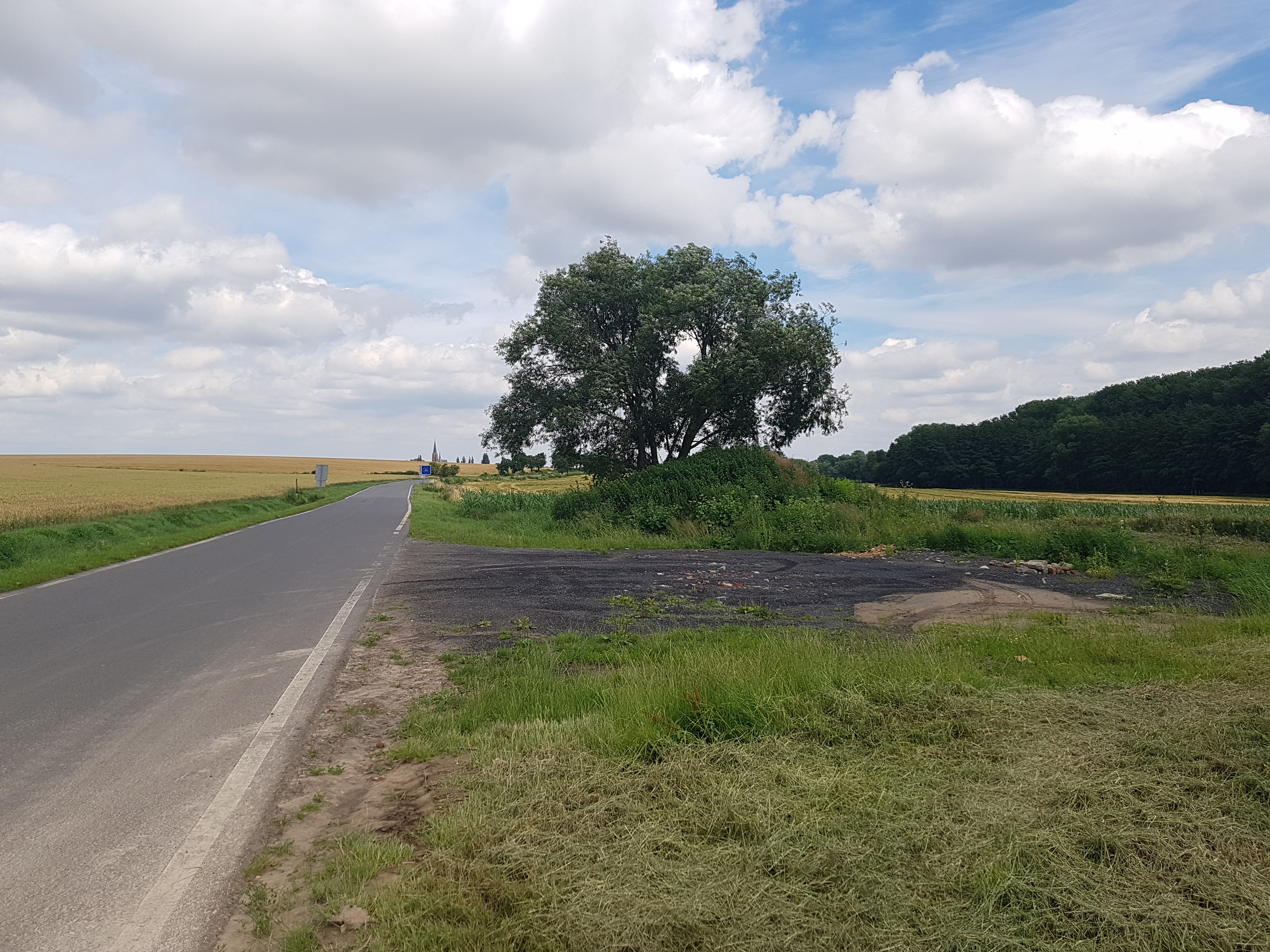
Widok od strony polskiej (lipiec 2020)